# Seascale
Seascale is een civil parish in Cumbria, in het noordwesten van Engeland. Het ligt aan de Ierse Zee en is vooral bekend van de opwerkingsfabriek Sellafield die er staat.
In het victoriaanse tijdperk was het plaatsje een badplaats. Het kwam tot bloei als badplaats na de aanleg van de Cumbrian Coast Line-spoorweg, waaraan het ook nu nog een station heeft.